# Andrés Guardado
José Andrés Guardado Hernández (Guadalajara, 28 september 1986) is een Mexicaans voetballer die als middenvelder speelt. Hij tekende in januari 2024 een contract tot medio 2025 bij Club León. Guardado debuteerde in december 2005 in het Mexicaans voetbalelftal, waarvoor hij sindsdien meer dan honderd interlands speelde. Bondscoach Miguel Herrera benoemde hem in september 2014 tot aanvoerder van de nationale ploeg.

## Clubcarrière

### Atlas Guadalajara
Guardado werd in 1993 opgenomen in de jeugdopleiding van Atlas Guadalajara. Hiervoor maakte hij in augustus 2005 zijn competitiedebuut in het eerste elftal, tijdens een 3-2-overwinning op CF Pachuca. Guardado speelde twee seizoenen in de hoofdmacht van de club, waarna hij in 2007 de overstap naar Europa maakte. PSV kwam tot een akkoord met Atlas over de transfer van de toen negentienjarige Mexicaan, die zijn handtekening zou zetten in Eindhoven zodra hij terug was van de Gold Cup 2005. Voor het zover was kwam Deportivo La Coruña niettemin met een hoger bod op Guardado, waarop Atlas hem aan de Spaanse club verkocht.

### Deportivo La Coruña
Guardado maakte in augustus 2007 zijn competitiedebuut voor Deportivo La Coruña, op dat moment actief in de Primera División. Hij speelde dat seizoen 26 competitiewedstrijden waarin hij vijf keer scoorde. De Mexicaan eindigde de competitie dat jaar als negende met La Coruña, maar kwalificeerde zich daarmee via de UEFA Intertoto Cup alsnog voor het toernooi om de UEFA Cup. Hij maakte vervolgens op 27 november 2008 zijn eerste doelpunt in een Europees bekertoernooi, tijdens een met 3-0 gewonnen wedstrijd thuis tegen Feyenoord.
Guardado speelde in vier seizoenen ruim honderd competitiewedstrijden voor La Coruña in de Primera División. De club eindigde in drie daarvan in de middenmoot, maar degradeerde in het vierde als nummer achttien naar de Segunda División A. Guardado daalde mee af en hielp La Coruña als basisspeler om na één jaar als kampioen terug te keren in de Primera División. In het volgende seizoen zou hij alleen niet meer voor, maar tegen de club uitkomen, als speler van Valencia.

### Valencia CF
Guardado tekende in mei 2012 een vierjarig contract bij Valencia. Dat had zich in het voorgaande seizoen als nummer drie van de Primera División geplaatst voor de UEFA Champions League. Hij maakte op 16 augustus 2012 zijn competitiedebuut voor de club, tijdens een wedstrijd uit tegen Real Madrid (1-1). Guardado speelde dat seizoen 32 competitiewedstrijden en scoorde één keer, op 12 mei 2013 tijdens een 4-0-overwinning op Rayo Vallecano. Valencia eindigde dat jaar als nummer vijf in de competitie. Guardado debuteerde dat jaar in de Champions League. Daarin speelde hij dat seizoen zeven wedstrijden. Hij kwam met Valencia tot de laatste zestien, waarin Paris Saint-Germain de Spaanse club uitschakelde. Tijdens de eerste helft van het seizoen 2013/14 kwam Guardado nog zestien competitiewedstrijden in actie voor Valencia en werd daarna verhuurd.

### Bayer 04 Leverkusen
Valencia verhuurde Guardado tijdens de winterstop van het seizoen 2013/14 voor een half jaar aan Bayer Leverkusen, dan actief in de Bundesliga. Hij kwam gedurende deze huurperiode zeven keer in actie voor de Duitse club, waarvan vier keer in de competitie, twee keer in de Champions League en één keer in het bekertoernooi.

### PSV

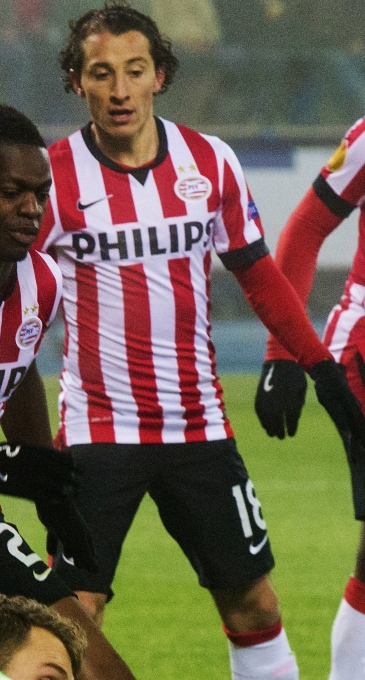
Guardado tijdens Zenit–PSV (3-0) in februari 2015.

Valencia verhuurde Guardado gedurende het seizoen 2014/2015 aan PSV. Dat bedong daarbij geen optie tot koop, volgens technisch directeur Marcel Brands omdat de club de ontwikkeling van Jorrit Hendrix niet in de weg wilde zitten. Guardado was na Carlos Salcido en Francisco 'Maza' Rodríguez de derde Mexicaan in de geschiedenis in de selectie van PSV. Hij ging in Eindhoven spelen met het rugnummer 18, dat hij al vrijwel zijn hele leven droeg, zowel in clubverband als in het Mexicaans voetbalelftal. Hij maakte op zondag 31 augustus zijn debuut voor PSV, in een met 2-0 gewonnen competitiewedstrijd thuis tegen Vitesse.
Guardado werd bij PSV direct een basisspeler, centraal verdedigend op het middenveld. Hier speelde hij voornamelijk met Georginio Wijnaldum en afwisselend Adam Maher of Jorrit Hendrix. Hij maakte op zaterdag 7 maart 2015 zijn eerste doelpunt voor de club. In een competitiewedstrijd uit bij Go Ahead Eagles schoot hij in de 44ste minuut de 0-3 binnen. Hij werd dat seizoen met PSV voor het eerst in zijn carrière landskampioen. Hij greep met de club op de tweede speeldag de koppositie en stond die de rest van het seizoen niet meer af. Een 4-1-overwinning thuis tegen sc Heerenveen in speelronde 31 zorgde ervoor dat de titel een feit werd. Na afloop van de laatste speelronde van het seizoen riep zowel het Algemeen Dagblad als voetbaltijdschrift Voetbal International hem onafhankelijk van elkaar uit tot beste speler van de Eredivisie 2014/15.
Guardado tekende in mei 2015 een contract tot medio 2018 bij PSV, dat hem daarmee definitief overnam van Valencia. Ook in zijn tweede seizoen bij PSV bleef hij een drijvende kracht achter het team. Indien fit, stond hij in de basisopstelling. Hierin vormde hij voor de winterstop een middenveld met voornamelijk Jorrit Hendrix en nieuwkomer Davy Pröpper, daarna met Pröpper en de vanaf februari 2016 gehuurde Marco van Ginkel. Samen plaatsten ze zich voor de achtste finales van de UEFA Champions League. Het PSV met Guardado was de eerste Nederlandse club die hierin slaagde sinds het PSV van het seizoen 2006/07. Guardado werd op 8 mei 2016 voor de tweede keer op rij landskampioen met de Eindhovense club. PSV begon ditmaal aan de laatste speelronde van het seizoen met evenveel punten als Ajax, maar met een doelsaldo dat zes doelpunten minder was. PSV won die dag vervolgens met 1-3 uit bij PEC Zwolle, terwijl Ajax uit bij De Graafschap met 1-1 gelijkspeelde. Guardado eindigde alleen zijn derde seizoen in Nederland zonder titel. Wel won hij nog voor de tweede keer de Johan Cruijff Schaal met PSV.

### Real Betis
Guardado tekende in juli 2017 een contract tot medio 2020 bij Real Betis, de nummer vijftien van de Primera División in het voorgaande seizoen. Dat betaalde circa €2.500.000,- voor hem aan PSV. Hij maakte op 20 augustus 2017 zijn debuut voor de Spaanse club, tijdens een met 2–0 verloren competitiewedstrijd uit bij FC Barcelona. Guardado eindigde het seizoen 2017/18 met zijn ploeggenoten op de zesde plaats, de hoogste plek voor Betis in dertien jaar.

## Clubstatistieken
| Seizoen                         | Club                | Competitie       | Competitie | Competitie | Beker | Beker | Internationaal | Internationaal | Totaal | Totaal |
| Seizoen                         | Club                | Competitie       | Wed.       | Dlp.       | Wed.  | Dlp.  | Wed.           | Dlp.           | Wed.   | Dlp.   |
| ------------------------------- | ------------------- | ---------------- | ---------- | ---------- | ----- | ----- | -------------- | -------------- | ------ | ------ |
| 2005/06                         | Atlas Guadalajara   | Primera División | 26         | 1          | 0     | 0     | —              | —              | 26     | 1      |
| 2006/07                         | Atlas Guadalajara   | Primera División | 32         | 3          | 0     | 0     | —              | —              | 32     | 3      |
| 2007/08                         | Deportivo La Coruña | Primera División | 26         | 5          | 1     | 0     | —              | —              | 27     | 5      |
| 2008/09                         | Deportivo La Coruña | Primera División | 29         | 2          | 1     | 0     | 8              | 1              | 38     | 3      |
| 2009/10                         | Deportivo La Coruña | Primera División | 26         | 3          | 1     | 1     | —              | —              | 27     | 4      |
| 2010/11                         | Deportivo La Coruña | Primera División | 20         | 2          | 0     | 0     | —              | —              | 20     | 2      |
| 2011/12                         | Deportivo La Coruña | La Liga 2        | 36         | 11         | 1     | 0     | —              | —              | 37     | 11     |
| 2012/13                         | Valencia            | Primera División | 32         | 1          | 5     | 0     | 7              | 0              | 44     | 1      |
| 2013/14                         | Valencia            | Primera División | 16         | 0          | 3     | 0     | 3              | 0              | 22     | 0      |
| 2013/14                         | → Bayer Leverkusen  | Bundesliga       | 4          | 0          | 1     | 0     | 2              | 0              | 7      | 0      |
| 2014/15                         | → PSV               | Eredivisie       | 28         | 1          | 1     | 0     | 6              | 0              | 35     | 1      |
| 2015/16                         | PSV                 | Eredivisie       | 25         | 1          | 2     | 0     | 7              | 0              | 34     | 1      |
| 2016/17                         | PSV                 | Eredivisie       | 27         | 2          | 2     | 0     | 4              | 0              | 33     | 2      |
| 2017/18                         | Real Betis          | Primera División | 29         | 2          | 1     | 0     | —              | —              | 30     | 2      |
| 2018/19                         | Real Betis          | Primera División | 31         | 0          | 6     | 0     | 5              | 0              | 42     | 0      |
| 2019/20                         | Real Betis          | Primera División | 28         | 0          | 2     | 0     | —              | —              | 30     | 0      |
| 2020/21                         | Real Betis          | Primera División | 24         | 1          | 3     | 0     | —              | —              | 27     | 1      |
| 2021/22                         | Real Betis          | Primera División | 28         | 0          | 3     | 0     | 5              | 1              | 36     | 1      |
| 2022/23                         | Real Betis          | Primera División | 26         | 1          | 1     | 0     | 7              | 0              | 34     | 1      |
| 2023/24                         | Real Betis          | Primera División | 12         | 0          | 2     | 0     | 5              | 0              | 19     | 0      |
| 2023/24                         | Club León           | Primera División | 9          | 0          | 2     | 0     | —              | —              | 11     | 0      |
| 2024/25                         | Club León           | Primera División | 12         | 1          | 0     | 0     | —              | —              | 12     | 1      |
| Carrière totaal                 | Carrière totaal     | Carrière totaal  | 526        | 37         | 38    | 1     | 59             | 2              | 621    | 40     |
| Bijgewerkt t/m 8 november 2024. |                     |                  |            |            |       |       |                |                |        |        |

## Interlandcarrière
Guardado debuteerde op 14 december 2005 in het Mexicaans voetbalelftal, in een oefeninterland tegen Hongarije. Dit was vier maanden na zijn debuut bij Club Atlas. Guardado werd vervolgens opgeroepen voor de Mexicaanse selectie voor onder meer het WK 2006, het WK 2010, het WK 2014 en het WK 2018. Hij speelde in 2006 in de achtste finale tegen Argentinië (2–1 nederlaag na verlenging). Tijdens een gelijkspel tegen Venezuela op 28 februari 2007 maakte Guardado zijn eerste interlanddoelpunt. Op het WK 2010 speelde Guardado in drie van de vier wedstrijden van de Mexicanen, waaronder de achtste finale tegen Argentinië (3–1 nederlaag). In mei 2014 werd Guardado door bondscoach Miguel Herrera opgenomen in de selectie voor het WK 2014. Hij speelde mee in alle groepsduels, waaronder de derde wedstrijd tegen Kroatië (1–3 winst). In dit duel maakte hij het tweede Mexicaanse doelpunt na een counter in de 75ste minuut. Guardado speelde ook mee in de achtste finale tegen Nederland, die met 1–2 werd verloren. Herrera benoemde hem in september 2014 tot aanvoerder van de nationale ploeg, nadat zijn voorganger Rafael Márquez zijn interlandcarrière beëindigde. Hij bleef dit ook nadat Márquez een jaar later terugkwam van zijn besluit en terugkeerde in het nationale elftal.
Guardado speelde voor Mexico op de CONCACAF Gold Cup van 2007, 2011, 2015 en die van 2019. In de finale van 2007 tegen de Verenigde Staten maakte hij het openingsdoelpunt, maar verloor hij met zijn landgenoten alsnog met 2-1. Tijdens de Gold Cup van 2011 maakte Guardado zowel een doelpunt in een groepswedstrijd tegen Costa Rica als in de finale, opnieuw tegen de Verenigde Staten. Deze keer wonnen de Mexicanen de wedstrijd met 2-4 en daarmee het toernooi. Guardado maakte op de Gold Cup 2015 in de eerste groepswedstrijd tegen Cuba het vierde doelpunt voor zijn ploeg (eindstand 6–0). In de derde groepswedstrijd tegen Trinidad en Tobago scoorde hij de 3-3 (eindstand 4-4). Guardado schoot in de kwartfinale tegen Costa Rica vervolgens het enige doelpunt van de wedstrijd binnen uit een strafschop. In de daaropvolgende halve finale tegen Panama zette hij met zijn vierde en vijfde treffer van het toernooi zowel de 1-1 als de 1-2-eindstand op het bord, beide keren vanuit een strafschop. Guardado stond zodoende voor de derde keer in de eindstrijd van de Gold Cup en werd op 27 juli 2015 de eerste speler ooit die in drie Gold Cup-finales scoorde. Ditmaal deed hij dat tegen Jamaica. Zijn zesde doelpunt van het toernooi was een volley in de linkerbovenhoek waarmee hij zijn ploeg op 1-0 zette. Het werd uiteindelijk 3-1. Daarmee won Mexico voor de zevende en Guardado voor de tweede keer de Gold Cup, ditmaal als aanvoerder. Direct na afloop van de finale werd hij ook verkozen tot speler van het toernooi. Guardado won in 2019 zijn derde Gold Cup met Mexico. Hij speelde opnieuw alle wedstrijden. In een met 3–1 gewonnen groepswedstrijd tegen Canada maakte hij zowel de 2–0 als de 3–1.
Guardado maakte tijdens de editie 2007 voor het eerst deel uit van de Mexicaanse selectie voor de Copa América. Hierop scoorde hij in de met 1-3 gewonnen wedstrijd om de derde plaats, tegen Uruguay. Tijdens de Copa América 2016 nam hij voor de tweede keer deel aan het toernooi. Ditmaal verloren Mexico en hij in de kwartfinale van de latere toernooiwinnaar Chili.

## Erelijst
| Competitie                |                     |                     |                     |                     |
| Competitie                | Aantal              | Jaren               |                     |                     |
| Deportivo La Coruña       | Deportivo La Coruña | Deportivo La Coruña | Deportivo La Coruña | Deportivo La Coruña |
| ------------------------- | ------------------- | ------------------- | ------------------- | ------------------- |
| Kampioen Segunda División | 1x                  | 2011/12             |                     |                     |
| PSV                       |                     |                     |                     |                     |
| Kampioen Eredivisie       | 2x                  | 2014/15, 2015/16    |                     |                     |
| Johan Cruijff Schaal      | 2x                  | 2015, 2016          |                     |                     |
| Real Betis                |                     |                     |                     |                     |
| Copa del Rey              | 1x                  | 2021/22             |                     |                     |
| Mexico                    |                     |                     |                     |                     |
| CONCACAF Gold Cup         | 3x                  | 2011, 2015, 2019    |                     |                     |

## Privé
Guardado werd in april 2015 voor het eerst vader. Hij maakte middels Facebook bekend dat zijn vrouw Sandra de la Vega was bevallen van een zoon.